# Nicolae Moromete (Maromet)
Nicolae Moromete (cunoscut și ca „Maromet”) (n. 13 mai 1912, Ungureni, România – d. secolul al XX-lea, România) a fost un ofițer cu gradul de locotenent-colonel încadrat în structurile Ministerului de Interne din România, care, a îndeplinit în România comunistă în intervalul 1947-1959 în mod succesiv funcția de prim gardian, comandat de gardă, comandat de penitenciar la Jilava, Caransebeș, Galați, Chilia Veche și locțiitor de comandant pentru pază și regim la Văcărești.
A fost unul dintre cei mai sălbatici și mai violenți comandanți de penitenciar din regimul comunist, intrând astfel în memoria deținuților politici sub numele de „Maromet”. Nu a fost judecat vreodată, pentru tratamentele inumane aplicate deținuților și pentru crimele de care s-a făcut responsabil. I-a revenit însă, datorită cruzimii sale, „onoarea” de a fi imortalizat în versurile folclorului de pușcărie, respectiv în versurile cântecului „La Chilia-n port”.

## Context
Penitenciarele comuniste au avut un rol de pedeapsă și de intimidare, prin etalarea forței noului regim politic care se instaurase. Mai mult, creându-se condiții de detenție care au avut ca scop „îmblânzirea” deținuților, s-a urmărit suprimarea opozanților și transformarea deținuților în indivizi obedienți, care erau, în mod facil, manipulabili și controlabili.
Cu începere din anul 1949, Partidul Comunist a trasat ca sarcină angajaților regimului concentraționar din țară, transformarea acestuia într-unul deosebit de dur, astfel că drepturile prevăzute de regulament le-au fost interzise deținuților politici. În consecință, aceștia au fost privați de dreptul de a primi pachet o dată la trei luni, de cel de a putea beneficia de două ori pe an de vorbitor cu familia, precum și de dreptul la corespondență. De asemenea, la sfârșitul anilor 1940, au fost folosite în toate penitenciarele din România ca și mijloace de imprimare a disciplinei în rândul deținuților, bătaia și tortura.
Pe lângă aplicarea pedepselor abuzive și utilizarea torturii fizice și morale, deținuții au fost alimentați insuficient, li s-a refuzat de cele mai multe ori asistența medicală și tratamentele medicamentoase și au fost înghesuiți în celule în număr dublu sau triplu față de efectivul prevăzut, lipsindu-le condițiile de igienă și de aerisire. Hainele, lenjeria de corp și și de pat erau murdare și rupte, iar în incinte era permanent frig în timpul iernii și o căldură sufocantă în timpul verii. Mijloacele de informare au fost oprite, dialogul cu ceilalți deținuți a fost interzis și deținuții au fost supuși la munci grele. S-a apelat la turnători și nivelul de stres a crescut prin intermediul supraveghererii prin vizetă. De asemene, cu scopul scăderii rezistenței fizice și intelectuale, li s-au introdus uneori deținuților în mâncare somnifere.
Este de menționat suplimentar, de asemenea, că în România în mod deosebit față de sistemul sovietic de detenție, administratorul unei închisori avea puteri discreționare, care, depășeau cu mult limitele regulamentului.

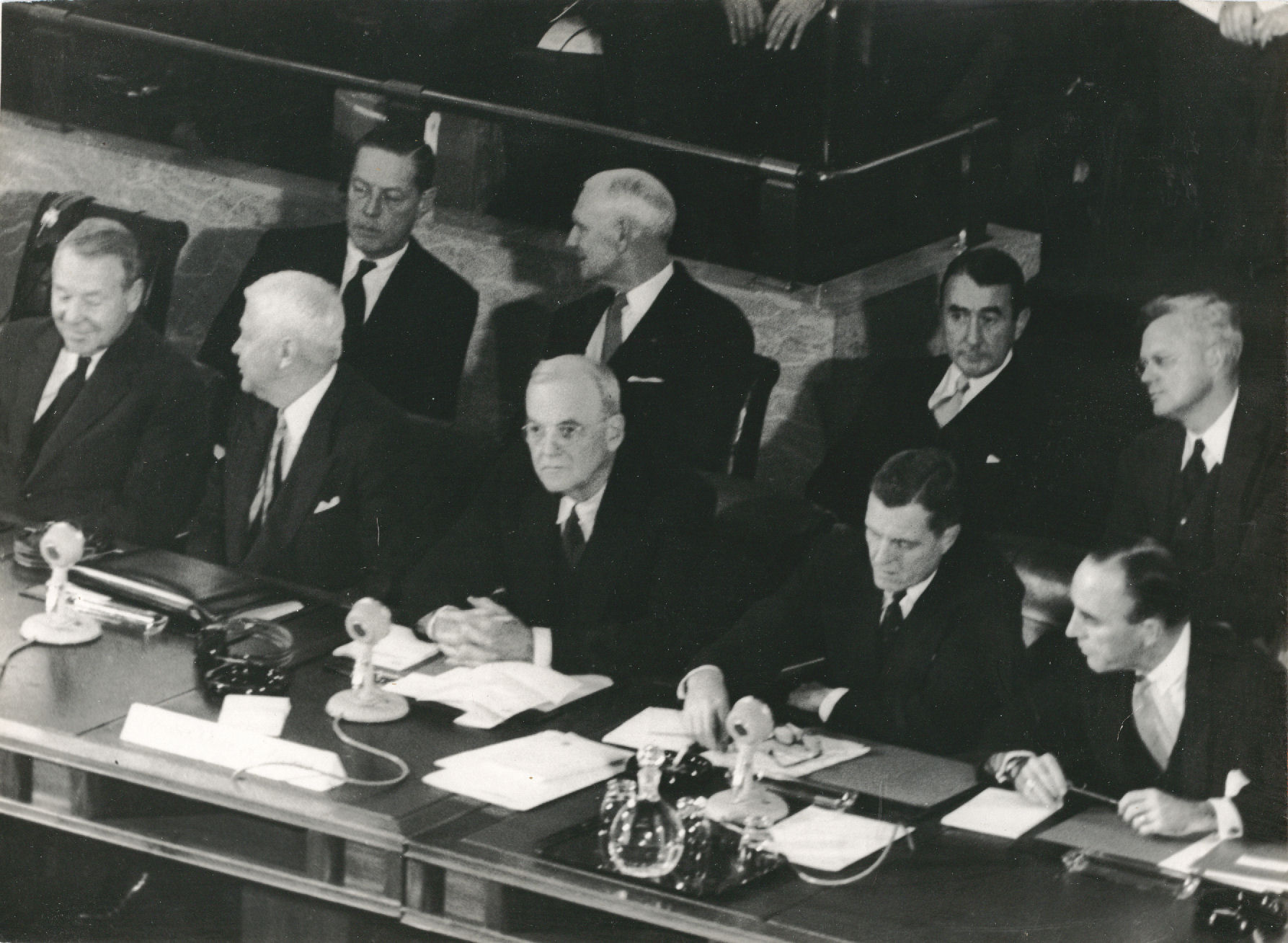
Perioada de maximă relaxare, dintre cele două epoci ale terorii concetraționare penitenciare din România comunistă, a corespuns anului Summitului de la Geneva din 1955.

Regimul penitenciar din România epocii comuniste a fost împărțit de cercetători în trei perioade, care, au depins de contextul politic extern și intern:
- perioada 1949-1953 este cunoscută drept una de paroxism a terorii, fiind sursă a celor mai multe victime și fiind caracterizată de folosirea celor mai inumane mijloace.[4]
- perioada 1954-1956 a fost una de așa-zisă relaxare, anul 1955 (al  Summitului de la Geneva⁠(en)[traduceți]) fiind cel de maxim al scăderii represiunii politice.[4]
- din toamna anului[4] 1956 s-a trecut treptat la a doua perioadă de maximă teroare, care, s-a derulat în intervalul 1958-1962.[1]

## Biografie

### Primii ani
Provenit dintr-o familie numeroasă a unor țărani săraci, Moromete s-a născut la data de 13 mai 1912 ca fiind cel mai mic dintre cei cinci copii supreviețuitori ai cuplului respectiv, în satul Valea Ungureni (Plasa Oltul, județul Argeș), azi Satul Ungureni din comuna Topana, județul Olt.Ambii săi părinți au murit pe când copilul avea patru ani, tatăl ca soldat în Marele Război și mama la puțin timp, ulterior.
Viitorul ofițer a trebuit să crească pe lângă frații mai mari, iar în 1924 a absolvit cinci clase de școală elementară, fiind descris de către cei care l-au cunoscut ca un elev slab spre mediocru, dar care căuta compania colegilor care erau mai inteligenți și aveau o oarecare stare materială. În propria autobiografie a afirmat că era singurul din cei cinci frați care știa carte (respectiv să citească și să scrie).
În anul 1929 a părăsit pentru un an comuna în care se născuse, devenind copil de trupă pe lângă Regimentul 6 Artilerie Pitești, iar în perioada 1934-1936 a fost încorporat în Batalionul 11 Transmisiuni București. Ulterior a rămas în București, mai întâi ca șomer 2-3 luni și apoi angajat ca măturător de stradă⁠(en)[traduceți] la Uzinele Comunale București în Sectorul II – Negru. În 1937 și-a pierdut locul de muncă în urma unei altercații cu un alt angajat al primăriei, pentru ca în același an să se angjeze după câteva luni ca măturător, la primăria Sectorului III – Albastru. Din 1939 a lucrat ca om de serviciu la primăria Sectorului I – Galben.
A ocupat funcția respectivă până în anul 1941, an în care a fost mobilizat și trimis pe Frontul de Est în cadrul Batalionului 11 Transmisiuni, unde a deservit centrala telefonică. A ajuns cu unitatea sa la Odesa, în Crimeea și la Cotul Donului și în timpul campaniei din Est a fost decorat cu medalia „Bărbăție și credință”. Succesiv loviturii de stat de la 23 august 1944, viitorul ofițer a ajuns cu unitatea lui până la Budapesta, de unde a fost demobilizat cu gradul de caporal.
După cel de-Al Doilea Război Mondial, Maromet și-a reluat slujba de la primărie, iar în anul 1945 a intrat în Partidul Comunist Român, ceea ce a constituit momentul de început al ascensiunii sale. În același an a fost numit secretar al Organizației de partid nr. 1 din sectorul Galben.

### Cariera în cadrul Ministerului Afacerilor Interne
A fost unul dintre cei mai sălbatici și mai violenți comandanți de penitenciar din regimul comunist. A instrat, astfel, în memoria deținuților politici sub numele de „Maromet”. În toate închisorile în care a activat, torționarul s-a folosit de aceleași metode:
- bătaia administrată până la epuizare, indiferent de motiv (neîndeplinerea unui ordin, convorbiri cu alți deținuți, neîndeplinirea normei de lucru) sau de vârstă, deținuților
- aruncarea la animalele aflate în îngrijirea penitenciarului a alimentelor prevăzute pentru deținuți
- folosirea la muncă a deținuților care erau bolnavi sau infirmi ori a celor în vârstă
- neacordarea de îngrijiri medicale deținuților care erau bolnavi, justificarea fiind reprezentată de motivul că aceștia s-ar preface doar pentru a nu ieși să muncească și pentru a a nu respecta regulamentul de ordine interioară.

Prin acțiunile sale, Nicolae Moromete a devenit un exemplu elocvent de element de cea mai joasă speță, aparținând conform unui text publicat în anul 2017 în revista Memoria, de „drojdia și scursura acestui neam”.

#### Parcurs

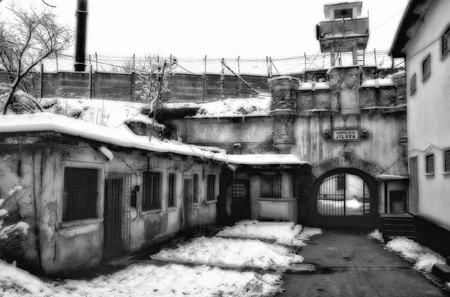
Imagine din Penitenciarul Jilava.

Cu începere din anul 1947 a fost mutat în funcția de secretar al organizației de partid a corpului gardienilor, intrând în structurile Ministerului de Interne din România pentru a lucra în cadrul Direcției Generale a Penitenciarelor. Anul 1948 a adus cu sine numirea sa drept instructor al organizației de partid a corpului gardienilor aparținând de Direcția Generală a Penitenciarelor din Ministerul Afacerilor Interne, Nicolae Moromete fiind repartizat la Penitenciarul Jilava.
Ocupând un post de ofițer, a promovat pe rând în funcțiile de prim gardian, comandat de gardă (pază) și comandat de penitenciar la Jilava (1949-1952), numirea lui Moromete în funcția de director interimar al penitenciarului cu delegație survenind în anul 1949, pe când acesta se afla în funcția de comandant de gardă.
Pentru numirea în funcția de comandant de gardă la Jilava, Moromete a fost dus la penitenciar de acasă de către locotenent-colonelul Marin Constantinescu și de maiorul Maxim Dumitru, aceștia dându-i la numire idicații referitoare la caracterul regimului carceral.
| “                                                                                                   | Aici uite ce trebuie să faci, să aplici la deținuți o disciplină neintânită (sic!) până acum la Jilava în rândul deținuților, vreau o pușcărie model la Jilava, exemplu pentru toate [închisorile] din țară[,] să nu existe o șoaptă în rândul deținuților, pentru prima [dată] aud de păstrarea secretului între deținuți, să nu ia legătura unul cu altul. Cu aceiași tărie s-a pus problema și cu cadrele, afirmând ai văzut ce bandiți sunt, cum pactizează cu dușmanii de clasă[,] ticăloșii, au transformat pușcăria într-un hotel, aici se bagă tot felul de băuturi spirtoase, în camere la deținuți sunt numai bani. Bandiții ăștia de gardieni cu directorul lor au trăit cu femeile arestate ce au făcut parte din batalioanele SS, împotriva lor trebuie luate cele mai severe măsuri, întrebuințând orice fel de metode, să-i bagi în lanțuri și săi arestezi pe cei care vor mai încerca să se abată de la regulile tale și să nu uiți că ești pus aici de partid și nu uita de lupta de clasă (subliniere în original). […] Prin aceste instrucțiuni mi s-a dat linia la Jilava și tonul cu care trebuie să muncesc acolo, aceasta pentru mine a constituit un ghid în muncă și căutam să aplic întocmai sau chiar mai tare, să dovedesc că sunt în stare să fac, nu am uitat că sunt trimis de partid și de lupta de clasă. | ” |
| — Extras din Memoriul trimis de Nicolae Moromete Direcției generale a Penitenciarelor în anul 1955. | |   |

Ulterior a fost transferat la Caransebeș, Galați (1952-1954), Chilia Veche și locțiitor de comandant pentru pazã și regim la Văcărești. Ultimul gradul obținut  a fost cel de locotenent-colonel.
Astfel, în 1949, cel care avea să intre în memoria deținuților politici ca fiind supranumit „Maromet” a fost numit în funcția de comandant de gardã, cu delegație de director interimar, la Penitenciarul Jilava. Conform unui memoriu scris de Nicolae Moromete în 1955 (acesta fiind adresat Direcției Generale a Penitenciarelor, într-un moment în care s-a pus problema trecerii lui Moromete în rezervă, ca fiind necorespunzător) Partidul Comunist i-a trasat acestuia misiunea de a crește severitatea regimului din închisoare, ceea ce corespunde cu situația regimului carceral din România acelei epoci, devenit în acea perioadă unul dintre cele mai severe. Ofițerului i s-a cerut, astfel, în caz contrar fiind amenințat cu pierderea propriei libertăți, să aplice în numele luptei de clasă o disciplină severă, orice metodă putând fi întrebuințată pentru aceasta. „Maromet” a devenit astfel exponentul unei politici lui de exterminare a deținuților.
Avea un aspect fioros, era bâlbâit și incapabil să vorbească corect. Când era emoționat de ce spunea, emoția îl făcea să se cam împiedice la vorbă, în memoriile sale, fostul deținut Remus Radina manționând că nu era în stare să lege o propoziție.
A fost trecut în rezervă în anul 1959, cu drept de asigurare socială și de pensie.

#### Metode de lucru
| “               | Dascãlul nostru Maromet n-avea catedră [...]. Avea, în schimb, o pușcărie la îndemânã ...] și-n mână, în loc de catalog și condei, o coadã de sapă căreia cei ce făcuseră cunoștințã cu ea îi spuneau argumentul științific sau știința omenirii; [...] Coada de sapă [...] o mânuia cu destoinicia cultivatorului de ogoare nedesțelenite. Și la orice percheziþie sau vizitã de rutină pe care o făcea în celulele suprapopulate ale Jilavei, instrumentul era nedezlipit de el. Dascălul Maromet îndeplinea cu vârf și îndesat misiunea vârând cu parul în bandiți, dușmani ai poporului, marile adevãruri științifice marxist-leniniste. | ” |
| — Martor ocular | |   |

Ofițerul s-a făcut remarcat printr-un comportament și un limbaj violent la adresa deținuților și a propriilor subalterni, precum și prin folosirea unor metode criminale în ce privește pe deținuți. Astfel, acesta nu numai că ordona bătaia deținuților, ci și participa în mod activ la ea (este de menționat că, îi plăcea în mod deosebit să bată generalii). De asemenea, înafară de bătaia administrată celor privați de libertate până la epuizarea sau până la moartea acestora, Moromete a utilizat privarea de hrană (reducând porțiile de mâncare sau aruncând în mod ostentativ mâncarea la porci), de medicamente și îngrijire medicală, impunerea unui regim de muncă foarte sever, istovitor, precum și fixarea unor norme de muncă imposibil de îndeplinit, sau utilizarea la munci grele a deținuților bolnavi su în vârstă.
În 1951 acesta a ordonat la Jilava închiderea cu obloane bătute în cuie a ferestrelor celulelor, ca măsură adoptată în urma evadării a doi „deținuții contrarevoluționari”, drept care, în cele 4-5 săptămâni ulterioare aplicării măsurii respective trei deținuți au murit asfixiați și restul deținuților au suferit (relatările evidențiind faptul că, în consecință corpurile acestora s-au umplut de pete roșii).
Regimul de detenție și de muncă de sub conducerea sa era insuportabil, ceea ce a determinat ca rata mortalității sã fie extrem de ridicată, astfel cum a constatat o anchetă a Procuraturii Militare din Galați, inițiată în 1952 în urma sesizării acestor fapte printr-o scrisoare anonimă, în perioada în care torționarul ca condus Penitenciarul Galați (1952-1954). Ancheta, care, a scos în evidență gravea abateri săvârșite sub comanda ofițerului respectiv, a relvat că zilnic decedau în respectiva închisoare de la 3 la 5 deținuți. Mâncarea acestora, așa proastă și inconsistentă cum exista, era în bună parte dată la porci sau porțiile lor erau tăiate pentru vini imaginare. Frigul, umezeala și mizeria caracterizau mediul celor închiși aici, iar deținuții bolnavi erau lăsați în mod practic să moară, deoarece nu primeau medicamente și îngrijire medicală.
Cu toate că în urma anchetei de la Galați a fost propusă trecerea în rezervă a lui Niculae Moromete, acesta a primit însă o caracterizare prin care a fost subliniată cinstea sa și faptul că în el se poate avea încredre, Moromete fiind ulterior numit la conducerea Formațiunii Chilia Veche, unde erau aduși din toată România deținuți în vârstă de 70-80 de ani, bolnavi sau cu infirmități fizice (precum lipsa unei mâini sau membrul inferior protezat). Ca atare, tratamentele brutale, șirul abuzurilor și crimelor au continuat și aici, unde o anchetă a constatat că: s-au înregistrat și aici un număr mare de decese în perioada octombrie 1958 – ianuarie 1959, sistemul de pedepse corporale a fost aplicat tuturor deținuților în mod sistematic, o bună parte din deținuții inapți de muncă a fost folosită la recoltatul stufului, impunându-li-se acestora norme de muncă ridicate și rații de hrană scăzute. Mai mult, condițiile de muncă și tratamentul brutal care au caracterizat regimul de sub conducerea lui Moromete au determinat sinuciderea unor deținuți prin spânzurare, înghițirea unor obiecte sau înec.

### Ultimii ani
Ulterior trecerii în rezervă, a devenit plasator într-un cinematograf din capitala României.
„Maromet” nu a fost judecat vreodată, pentru tratamentele inumane aplicate deținuților și pentru crimele de care s-a făcut responsabil, cât timp a activat în cadrul sistemului penitenciar din epoca Republicii Populare.

## Memoria lui„Maromet”
Nicolae Moromete a devenit unul dintre cei mai cunoscuți torționari ai României comuniste, numele său apărând în majoritatea lucrărilor memorialistice ale foștilor deținuți.
La rândul lor, unele „cântece de ocnă”  au avut o largă răspândire, devenind cunoscute și populare, precum cele create în coloniile de muncă Vlădeni, Chilia și Tătaru. În aceste cântece, Moromete a devenit une „erou” de baladă, pe versuri precum „La Chilia și Tataru / Bate Maromet cu paru…”. Delta Dunării a ajuns astfel supranumită drept „Țara lui Maromet – Țară fără lege și mormânt, fără sicriu”, iar torționarului i-a revenit, datorită cruzimii sale, „onoarea” de a fi imortalizat în versurile folclorului de pușcărie, respectiv în versurile cântecului „La Chilia-n port”. Lansată la origine ca un cântec de pușcărie, care, a descris viața plină de greutăți a deținuților (în mare parte politici) duși la muncă forțată în Delta Dunării, melodia are ca subiect duritatea regimului de detenție din Penitenciarul Chilia și scoate în evidență duritatea comandantului închisorii respective.
Cântecul îl are ca autor, în 1951, pe Traian (Puiu) Spiru, el însuși fost deținut trimis la muncă silnică pe șantierul Barajului de la Bicaz. Titlu inițial al lucrării a fost „La Dobrogea“ și din creația originală lăutărească au rămas, pe lângă cântectul care „a prins” în pușcării, doar o parte dintre versuri. Restul textului a deviat de la original, transmițându-se pe cale orală și fiind modificat în raport cu locul unde era cântată melodia. După schimbarea de regim din 1989, cântecul a devenit cunoscut în interpretări ale lui Ștefan Iordache, Nelu Ploieșteanu și Ionel Tudorache.

## Controverse privind numele real
În opinia istoricului Mircea Stănescu, numele real al torționarului este Maromet și nu Moromete, astfel cum apare în dosarul de cadre din Arhiva Administrației Naționale a Penitenciarelor. În concepția istoricului, numele de Moromete reprezintă o „literaturizare” ulterioară nelegată de romanul omonim al scriitorului Marin Preda. La origine, transformarea ar fi „o modelare tipică pentru responsabilii de cadre din Ministerul de Interne”, un argument pentru faptul că numele real ar fi Maromet fiind că, acesta a fost cunoscut de mulți dintre deținuții politici proveniți din locul său de origine (zona Argeșului), care, i-au reprodus în mod fidel respectivul nume. Tot conform lui Stănescu, „maromet pare să fie o variantă dialectală diminutivată a cuvântului moroi (strigoi), cu ocurențele moromete sau, mai apropiat, moromeț”.
Opinia lui Mircea Stănescu a fost asumată și de către istoricul Dumitru Lungu.